# ワシグモ科
ワシグモ科 Gnaphosidae は、クモ目に属する分類群の一つ。地上を走り回る徘徊性の黒っぽい種がほとんどを占める。非常に多くの種がある。

## 特徴
完性域、二爪性、徘徊性で網を張らないクモの群である。他のクモの群と区別できるはっきりした特徴として、糸疣の形態がある。この類では前の対と後ろの対が円筒形で長く、前の対は互いに大きく離れている。例外はツヤグモ属で、糸疣は短い円筒形で、前の対は互いに接近している。他にも下顎の中央がくぼみ、先端に毛束があるとか、雌の触肢に爪を持つといった幾つかの共通する特徴がある。
しかし、いずれの特徴も外見的にすぐに見て取れるものではない。見かけでは全体に前後にやや細長く、楕円形の頭胸部と腹部に、しっかりした歩脚を持った、さして目だった特徴のないクモである。眼の配列は前後二列、4眼ずつの8眼で、これも標準から大きく離れない。歩脚の向きは前2対が前、後ろ2対が後ろを向く、いわゆる前行性である。体長は2mmのものから15mmのものまであるが、日本産のものはほとんどが1cm前後の大きさ。
体色はほとんどが黒から黒褐色で、白っぽい斑紋を持つものもある。むしろ、地上を低い姿勢で走り回る黒っぽいクモは、大抵この科のものである。

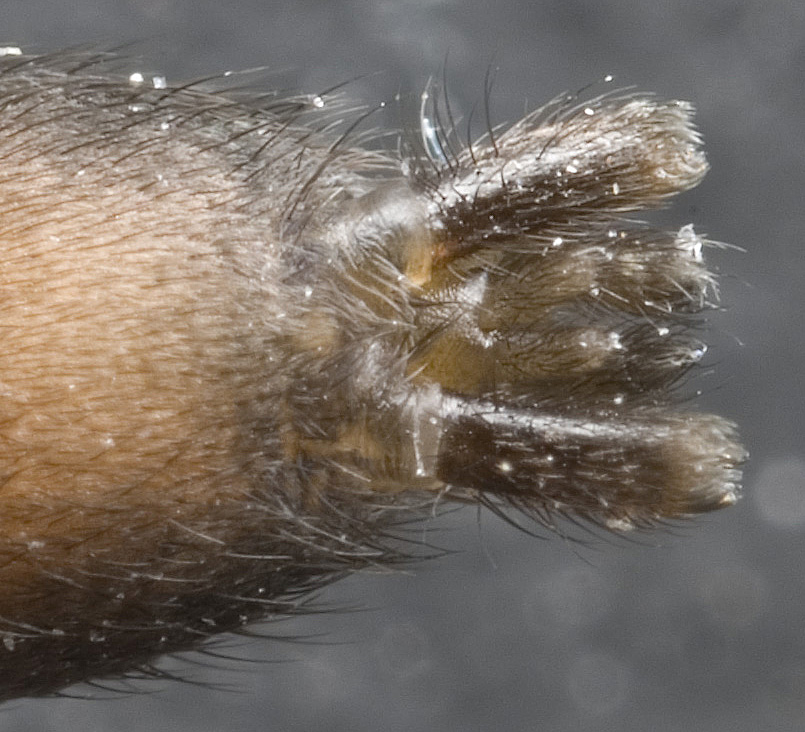
Herpyllus ecclesiasticusの糸疣

## 習性
徘徊性でほとんどが地上性で、地面などを歩き回るものである。ほとんどは地表性で、一部が植物上に見られるのみ。歩き回るだけのものが多いが、トンネル状の巣を作る例も知られる。徘徊性のクモには、ハエトリグモなどのように眼が発達して視覚によって獲物を探すものもあるが、この類では眼はさほど発達しておらず、触覚に頼って獲物を狙うと考えられる。テオノグモ属のマユミテオノグモでは、アリに巧妙に接近し、これを捕食することが観察されている。しかしこのクモの外見はアリに似ておらず、擬態ではない。
産卵時には卵嚢を糸で作った膜で基板上につけた小部屋に納め、雌がそれを守る例も知られる。

## 利害
全く知られていないのである。

## 分類
全世界に分布し、110属2000種が記録されている。これはハエトリグモ科・サラグモ科より少ないが、クモ類の科としては規模の大きいものである。日本からは19属58種が知られているが、未だ不明なもの、未記録のものも多いとのこと。たとえば雌雄の関係が不明で、別種の雄雌を同種と見ていた例がある。これは、造網性のクモの場合は同じ網に一緒にいるのを採集すれば同種と判断できるが、徘徊性のものではそういう確認が難しいこと、特にこの群のように地上の落ち葉の下などにいて行動を観察するのが難しい場合、同一地域で採集されたことだけを根拠に雌雄を組み合わせている場合があり、混乱の原因になったという。
以下に日本産の種の一部を示す。それ以外のものについてはワシグモ科の属種の一覧を参照されたい。
- Drassodes　ワシグモ属：イサゴワシグモ・トラフワシグモ
- Haplodrassus ハイタカグモ属：ハイタカグモ・キタグニハイタカグモ
- Coredrassus テカギワシグモ属：テカギワシグモ
- Gnaphosa　メキリグモ属：メキリグモ・アカギメキリグモ・カワラメキリグモ
- Cladothela　エダイボグモ属：ヒメチャワシグモ・チャクロワシグモ・エダイボグモ
- Odontodrassus　フトバワシグモ属：ヤマトフトバワシグモ
- Callilepis　テオノグモ属：フタホシテオノグモ・マユミテオノグモ
- Zelotes　ケムリグモ属：クロチャケムリグモ・クロケムリグモ・チビケムリグモ
- Drassyllus　ヨリメケムリグモ属：エビチャヨリメケムリグモ・ヤマトヨリメケムリグモ
- Trachyzelotes　タイリクケムリグモ属：タイリクケムリグモ・ナンゴクケムリグモ
- Urozelotes　カバキケムリグモ属：カバキケムリグモ
- Hitobia　ヒトオビトンビグモ属：ヒトオビトンビグモ・シノノメトンビグモ
- Sanitubius　ムモントンビグモ属：ナミトンビグモ
- Aphantaulax　ホソミトンビグモ属：ヒメトンビグモ
- Kishidaia　ブチワシグモ属：ヨツボシワシグモ
- Sernokorba　ノコバトンビグモ属：マエトビケムリグモ
- Sergiolus　ブチトンビグモ属：ホシジロトンビグモ
- Phaeocedus　タソガレトンビグモ属：タソガレトンビグモ
- Micaria　ツヤグモ属：チビツヤグモ・ヤマトツヤグモ